# Records des États fédérés de Micronésie d'athlétisme
Les Records des États fédérés de Micronésie d'athlétisme sont les meilleures performances réalisées par des athlètes des États fédérés de Micronésie et homologuées par la Fédération des États fédérés de Micronésie d'athlétisme (FSMAA).

## Extérieur

### Homme
| Évènement            | Record | Athlète                                                                                | Date             | Meeting                                 | Lieu                                                                                       | Réf.  |
| -------------------- | --- | -------------------------------------------------------------------------------------- | ---------------- | --------------------------------------- | ------------------------------------------------------------------------------------------ | ----- |
| 100 m                | 10.83 | John Howard                                                                            | 25 juillet 2009  | GTFA Summer Series                      | Tumon, Guam                                                                                | [ 1 ] |
| 100 m                | 10.7 (ht) | John Howard                                                                            | 1 août 2004      |                                         | Cairns, Australie                                                                          | [ 2 ] |
| 100 m                | 10.7 (ht) | Danny Fredrick                                                                         | 5 avril 2002     |                                         | Kolonia, Pohnpei, États fédérés de Micronésie                                              | [ 2 ] |
| 200 m                | 21.65 (+1.4 m/s) | John Howard                                                                            | 27 juin 2003     | Coupe d'Océanie                         | Apia, Samoa                                                                                | [ 2 ] |
| 400 m                | 50.22 | Jack Howard                                                                            | 25 juillet 2002  | Jeux de la Micronésie                   | Kolonia, Pohnpei, États fédérés de Micronésie                                              | [ 2 ] |
| 400 m                | 50.1 (ht) | Jack Howard                                                                            | 7 décembre 2002  |                                         | Ballarat, Australie                                                                        | [ 2 ] |
| 800 m                | 2:01.95 | Cornelius Ardos                                                                        | 25 juillet 2002  | Jeux de la Micronésie                   | Kolonia, Pohnpei, États fédérés de Micronésie                                              | [ 2 ] |
| 1 500 m              | 4:19.1 | Elias Rodriguez                                                                        | 11 juillet 1990  | Jeux de la Micronésie                   | San Antonio, Saipan, Îles Mariannes du Nord                                                | [ 2 ] |
| 3 000 m              | 10:17.75 | Keith Daniel Sepety                                                                    | 24 août 2000     | Championnats d'Océanie d'athlétisme     | Adélaïde, Australie                                                                        | [ 2 ] |
| 5 000 m              | 16:52.84 | Bentura Rodriguez                                                                      | 20 août 1995     | Jeux du Pacifique sud                   | Pirae, Polynésie française                                                                 | [ 2 ] |
| 10 000 m             | 35:46.1 | Elias Rodriguez                                                                        | 27 mars 1994     | Jeux de la Micronésie                   | Mangilao, Guam                                                                             | [ 2 ] |
| Semi-marathon        | 1:17:36 | Magdano Marquez                                                                        | juillet 2014     | Jeux de la Micronésie                   | Palikir, Pohnpei, États fédérés de Micronésie                                              | [ 3 ] |
| Marathon             | 2:52:29 | Elias Rodriguez                                                                        | 14 juillet 1990  | Jeux de la Micronésie                   | San Antonio, Saipan, Îles Mariannes du Nord                                                | [ 2 ] |
| 110 m haies          | 16.00 | Isaac Saimon                                                                           | 23 juillet 2002  | Jeux de la Micronésie                   | Kolonia, Pohnpei, États fédérés de Micronésie                                              | [ 2 ] |
| 110 m haies          | 15.7 (ht) | Peter Jackson                                                                          | 30 août 1998     |                                         | Tofol, Kosrae, États fédérés de Micronésie                                                 | [ 2 ] |
| 400 m haies          | 57.36 | Ronny Ifamilik                                                                         | 23 juillet 2002  | Jeux de la Micronésie                   | Kolonia, Pohnpei, États fédérés de Micronésie                                              | [ 2 ] |
| 3000 m steeple       | |                                                                                        |                  |                                         |                                                                                            |       |
| Saut en hauteur      | 1.78 m | Richard Falan                                                                          | 23 juillet 2001  |                                         | Gagil, Îles Yap, Yap, États fédérés de Micronésie                                          | [ 2 ] |
| Saut à la perche     | 3.85 m | Keitani Graham                                                                         | 10 juillet 2003  | Jeux du Pacifique sud                   | Suva, Fidji                                                                                | [ 2 ] |
| Saut en longueur     | 6.27 m | Henry Edwin                                                                            | 3 juillet 1969   | Jeux de la Micronésie                   | San Antonio, Saipan, Îles Mariannes du Nord, Territoire sous tutelle des îles du Pacifique | [ 2 ] |
| Triple saut          | 12.68 m | Estephan Dadius                                                                        | 26 juillet 2001  |                                         | Gagil, Îles Yap, Yap, États fédérés de Micronésie                                          | [ 2 ] |
| Lancer du poids      | 12.68 m | Rams Ramngen                                                                           | 26 juillet 2001  |                                         | Gagil, Îles Yap, Yap, États fédérés de Micronésie                                          | [ 2 ] |
| Lancer du disque     | 38.15 m | Clayton Maliuweligiye                                                                  | 4 août 2010      | Jeux de la Micronésie                   | Koror, Palau                                                                               | [ 2 ] |
| Lancer du marteau    | 23.76 m | James Cook Siugpiyemal                                                                 | 28 juin 2006     | Jeux de la Micronésie                   | Susupe, Saipan, Îles Mariannes du Nord                                                     | [ 2 ] |
| Lancer du javelot    | 56.94 m | Clayton Maliuweligiye                                                                  | 26 avril 2003    | Championnats de Micronésie d'Athlétisme | Koror, Palau                                                                               | [ 2 ] |
| Lancer du javelot    | 56.94 m | Clayton Maliuweligiye                                                                  | 14 juin 2003     |                                         | Santa Rita, Guam                                                                           | [ 2 ] |
| Décathlon            | 4871 pts | Keitani Graham                                                                         | 8–9 juillet 2003 | Jeux du Pacifique sud                   | Suva, Fidji                                                                                | [ 2 ] |
| Décathlon            | 12.69 (100 m), 4,88 m (long jump), 10.78 m (shot put), 1.57 m (high jump), 56.92 (400 m) / 19.79 (110 m hurdles), 33,07 m (discus), 3,80 m (pole vault), 45,15 m (javelin), 5:06.85 (1500 m) |                                                                                        |                  |                                         |                                                                                            |       |
| 20 km marche (route) | |                                                                                        |                  |                                         |                                                                                            |       |
| 20 km marche (route) | |                                                                                        |                  |                                         |                                                                                            |       |
| Relais 4 × 100 m     | 42.12 | États fédérés de Micronésie Peter Donis Rudolph Danny Fredrick Jack Howard John Howard | 12 juillet 2003  | Jeux du Pacifique sud                   | Suva, Fidji                                                                                | [ 2 ] |
| Relais 4 × 200 m     | ? | États fédérés de Micronésie Oliver Kilafwa Jacob Gifford                               | 30 août 1996     |                                         | Tofol, Kosrae, États fédérés de Micronésie                                                 | [ 2 ] |
| Relais 4 × 400 m     | 3:25.49 | Chuuk Jack Howard John Howard Keitani Graham Peter Donis Rudolph                       | 26 juillet 2002  | Jeux de la Micronésie                   | Kolonia, Pohnpei, États fédérés de Micronésie                                              | [ 2 ] |

### Femme
| Évènement                                                                                             | Record           | Athlète                                                             | Date             | Meeting                                  | Lieu                                              | Réf.  |
| --- | ---------------- | ------------------------------------------------------------------- | ---------------- | ---------------------------------------- | ------------------------------------------------- | ----- |
| 100 m                                                                                                 | 13.09            | Rita Epina                                                          | 29 novembre 1996 | Championnats d'Océanie d'athlétisme      | Townsville, Australie                             | [ 2 ] |
| 200 m                                                                                                 | 27.44            | Angie Nedelec                                                       | 24 juillet 2002  | Jeux de la Micronésie                    | Kolonia, Pohnpei, États fédérés de Micronésie     | [ 2 ] |
| 200 m                                                                                                 | 27.44 (-0.7 m/s) | Lihen Jonas                                                         | 10 mai 2015      | Championnats d'Océanie d'athlétisme 2015 | Cairns, Australie                                 | [ 4 ] |
| 400 m                                                                                                 | 1:04.41          | Adiriana Jack                                                       | 5 août 1975      | Jeux du Pacifique sud                    | Tumon, Guam                                       | [ 2 ] |
| 800 m                                                                                                 | 2:34.64          | Adiriana Jack                                                       | 4 août 1975      | Jeux du Pacifique sud                    | Tumon, Guam                                       | [ 2 ] |
| 1 500 m                                                                                               | 5:26.15          | Jaceleen Pluhs                                                      | 26 juillet 2002  | Jeux de la Micronésie                    | Kolonia, Pohnpei, États fédérés de Micronésie     | [ 2 ] |
| 3 000 m                                                                                               | 11:52.84         | Atrian Ladore                                                       | 24 juillet 2002  | Jeux de la Micronésie                    | Kolonia, Pohnpei, États fédérés de Micronésie     | [ 2 ] |
| 5 000 m                                                                                               | 21:52.2          | Monie Wesner                                                        | 12 juillet 1990  | Jeux de la Micronésie                    | San Antonio, Saipan, Îles Mariannes du Nord       | [ 2 ] |
| 10 000 m                                                                                              | 48:10.03         | Belinda Renmog                                                      | 4 juin 1999      | Jeux du Pacifique sud                    | Santa Rita, Guam                                  | [ 2 ] |
| Semi-marathon                                                                                         | 1:34:48          | Reloliza Saimon                                                     | juillet 2014     | Jeux de la Micronésie                    | Palikir, Pohnpei, États fédérés de Micronésie     | [ 3 ] |
| Marathon                                                                                              |                  |                                                                     |                  |                                          |                                                   |       |
| 100 m haies                                                                                           | 17,84            | Ashley Apiner                                                       | juillet 2014     | Jeux de la Micronésie                    | Palikir, Pohnpei, États fédérés de Micronésie     | [ 3 ] |
| 400 m haies                                                                                           | 1:18.47          | Mihter Wendolin                                                     | 25 juillet 2001  |                                          | Gagil, Îles Yap, Yap, États fédérés de Micronésie | [ 2 ] |
| 3000 m steeple                                                                                        |                  |                                                                     |                  |                                          |                                                   |       |
| Saut en hauteur                                                                                       | 1,36 m           | Jessica Rablung                                                     | 23 juillet 2001  |                                          | Gagil, Îles Yap, Yap, États fédérés de Micronésie | [ 2 ] |
| Saut à la perche                                                                                      |                  |                                                                     |                  |                                          |                                                   |       |
| Saut en longueur                                                                                      | 4,82 m           | Angie Nedelec                                                       | 26 juillet 2002  | Jeux de la Micronésie                    | Kolonia, Pohnpei, États fédérés de Micronésie     | [ 2 ] |
| Triple saut                                                                                           | 9,86 m           | Angie Nedelec                                                       | 8 juin 1999      | Jeux du Pacifique sud                    | Santa Rita, Guam                                  | [ 2 ] |
| Lancer du poids                                                                                       | 11,45 m          | Scalasmara Fathaangin                                               | 24 juillet 2001  |                                          | Gagil, Îles Yap, Yap, États fédérés de Micronésie | [ 2 ] |
| Lancer du disque                                                                                      | 31,59 m          | Scalasmara Fathaangin                                               | 12 décembre 2001 | Mini-jeux du Pacifique sud               | Burnt Pine, Île Norfolk                           | [ 2 ] |
| Lancer du marteau                                                                                     |                  |                                                                     |                  |                                          |                                                   |       |
| Lancer du javelot                                                                                     | 37,46 m          | Scalasmara Fathaangin                                               | 26 juillet 2001  |                                          | Gagil, Îles Yap, Yap, États fédérés de Micronésie | [ 2 ] |
| Heptathlon                                                                                            |                  |                                                                     |                  |                                          |                                                   |       |
| (100 m haies), (saut en hauteur), (lancer du poids), (200 m) / (saut en longueur), (javelot), (800 m) |                  |                                                                     |                  |                                          |                                                   |       |
| 20 km marche (route)                                                                                  |                  |                                                                     |                  |                                          |                                                   |       |
| Relais 4 × 100 m                                                                                      | 52.22            | Pohnpei Anitra Ligorio Geraldine Poll Ashley Apiner Mihter Wendolin | 22 juillet 2014  | Jeux de la Micronésie                    | Palikir, Pohnpei, États fédérés de Micronésie     | [ 3 ] |
| Relais 4 × 200 m                                                                                      | 2:00.7 (ht)      | États fédérés de Micronésie Kilafwakun Salik Asher Kingsley         | 30 août 1996     |                                          | Tofol, Kosrae, États fédérés de Micronésie        | [ 2 ] |
| Relais 4 × 400 m                                                                                      | 4:30.89          | Chuuk Aisina Finas Maria Ikelap Vanity Raynold Stayleen Rimen       | 28 juin 2006     | Jeux de la Micronésie                    | San Antonio, Saipan, Îles Mariannes du Nord       | [ 2 ] |

## En salle

### Hommes
| Évènement | Record | Athlète        | Date            | Meeting                                     | Lieu                          | Réf.  |
| --- | ------ | -------------- | --------------- | ------------------------------------------- | ----------------------------- | ----- |
| 55 m | 6.95   | Keitani Graham | 18 janvier 2002 |                                             | Boston, États-Unis d'Amérique |       |
| 60 m | 7.02   | Jack Howard    | 5 mars 2004     | Championnats du monde d'athlétisme en salle | Budapest, Hongrie             | [ 5 ] |
| 200 m |        |                |                 |                                             |                               |       |
| 400 m |        |                |                 |                                             |                               |       |
| 800 m |        |                |                 |                                             |                               |       |
| 1 500 m |        |                |                 |                                             |                               |       |
| 3 000 m |        |                |                 |                                             |                               |       |
| 60 m haies |        |                |                 |                                             |                               |       |
| Saut en hauteur                                                                                                |        |                |                 |                                             |                               |       |
| Saut à la perche                                                                                               | 3.96 m | Keitani Graham | 12 janvier 2002 | Terrier Cup                                 | Boston, États-Unis d'Amérique |       |
| Saut en longueur                                                                                               |        |                |                 |                                             |                               |       |
| Triple saut |        |                |                 |                                             |                               |       |
| Lancer du poids                                                                                                |        |                |                 |                                             |                               |       |
| Heptathlon |        |                |                 |                                             |                               |       |
| (60 m), (saut en longueur), (lancer de poids), (saut en hauteur) / (60 m haies), (saut à la perche), (1 000 m) |        |                |                 |                                             |                               |       |
| 5 000 m marche                                                                                                 |        |                |                 |                                             |                               |       |
| Relais 4 × 400 m                                                                                               |        |                |                 |                                             |                               |       |

### Femmes
| Évènement                                                                       | Record | Athlète | Date | Meeting | Lieu | Réf. |
| ------------------------------------------------------------------------------- | ------ | ------- | ---- | ------- | ---- | ---- |
| 60 m                                                                            |        |         |      |         |      |      |
| 200 m                                                                           |        |         |      |         |      |      |
| 400 m                                                                           |        |         |      |         |      |      |
| 800 m                                                                           |        |         |      |         |      |      |
| 1 500 m                                                                         |        |         |      |         |      |      |
| 3 000 m                                                                         |        |         |      |         |      |      |
| 60 m haies                                                                      |        |         |      |         |      |      |
| Saut en hauteur                                                                 |        |         |      |         |      |      |
| Saut à la perche                                                                |        |         |      |         |      |      |
| Saut en longueur                                                                |        |         |      |         |      |      |
| Triple saut                                                                     |        |         |      |         |      |      |
| Lancer du poids                                                                 |        |         |      |         |      |      |
| Pentathlon                                                                      |        |         |      |         |      |      |
| (60 m haies), (saut en hauteur), (lancer du poids), (saut en longueur), (800 m) |        |         |      |         |      |      |
| 3 000 m marche                                                                  |        |         |      |         |      |      |
| Relais 4 × 400 m                                                                |        |         |      |         |      |      |